# Lądowisko Trzcianka-Szpital
Lądowisko Trzcianka-Szpital – lądowisko sanitarne w Trzciance, w województwie wielkopolskim, położone przy ul. Sikorskiego 9. Przeznaczone jest do wykonywania startów i lądowań śmigłowców sanitarnych i ratowniczych w dzień i w nocy o dopuszczalnej masie startowej do 5700 kg.
Zarządzającym lądowiskiem jest Szpital Powiatowy im. Jana Pawła II w Trzciance. W roku 2012 zostało wpisane do ewidencji lądowisk Urzędu Lotnictwa Cywilnego pod numerem 175